# Уэдделл (Фолклендские острова)

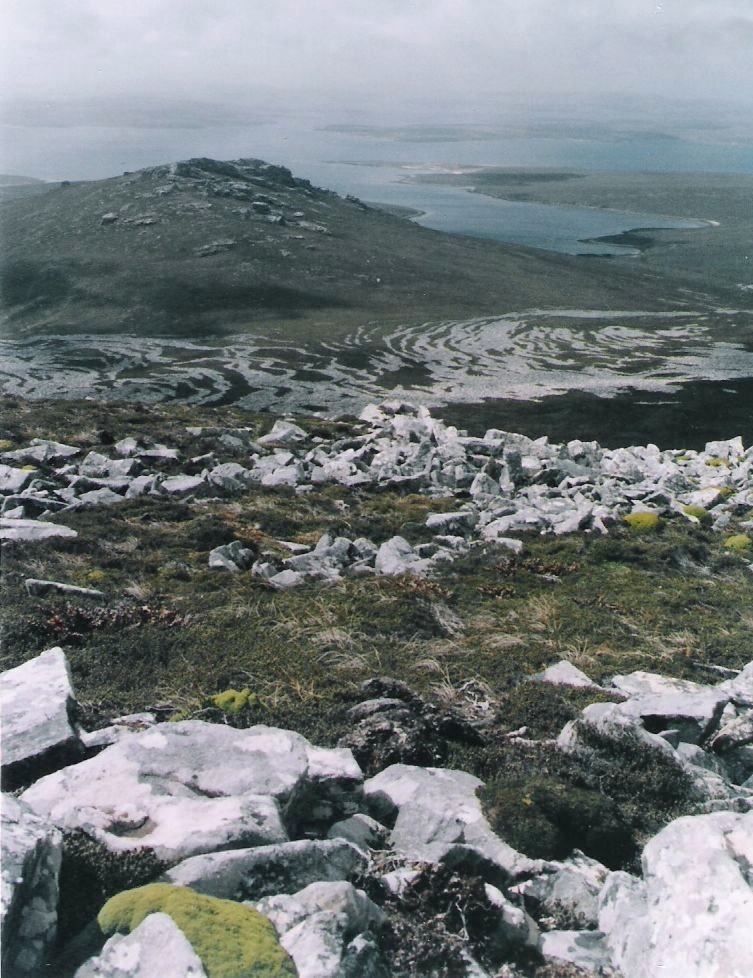
Курумы на острове Уэделл

Уэделл (англ. Weddell Island, исп.  Isla San José) — остров в составе архипелага Фолклендские острова, расположенного в южной части Атлантического океана.
Остров был назван по имени Дж. Уэдделла, английского мореплавателя, который посетил Фолклендские острова в начале XIX века. Уэделл стал известен после своих экспедиций в Антарктику; море Уэдделла и тюлень Уэдделла также были названы в его честь.

## География
Третий по площади остров архипелага; территория составляет 265,8 км². Длина береговой линии — 175,7 км. Расположен к юго-западу от острова Западный Фолкленд и к востоку от острова Бивер.
Аборигенную фауну острова представляют пингвины и морские львы. В 1930-е годы были интродуцированы скунсы, нанду, попугаи и гуанако, а также южноамериканская лисица (не путать с вымершей фолклендской лисицей).

## Население
Небольшое население острова живёт в поселении на восточном побережье, вся остальная территория используется как пастбище для овец.